# 迪特里克堡
（/ˈdiːtrɪk/），又译德特里克堡，旧译“狄特里克营”，是美國陸軍醫療司令部位于马里兰州弗雷德里克的一处设施。

## 历史
历史上，迪特里克堡于1943年至1969年曾是美国从事生物武器研究计划的中心。此后，迪特里克堡收纳了美国生物防御计划的大部分项目。美国陆军传染病医学研究院、美国国家癌症研究所等位于此地。

### 迪特里克机场（1931–1943）
迪特里克堡的前身是1929年在马里兰州弗雷德里克建立的一个小型市政机场。1938年之前，该机场是俄亥俄克利夫兰和华盛顿特区之间的许多紧急机场之一。机场的命名是为了纪念中队飞行外科医生弗雷德里克·迪特里克，他于第一次世界大战期间在法国服役，1931年6月因心脏病发作去世。1931年8月10日，少校去世两个月后，其部队马里兰国民警卫队第29师第104观察中队首次在此扎营。
1939年，原先的草地变成了混凝土和瑪𤧛脂路面。这个升级后的迪特里克机场成为了军校的飞行员培训中心，一直到美国加入第二次世界大战。在日本对珍珠港发动偷袭之后，最后一批飞机于1941年12月和1942年1月离开迪特里克机场。宣战之后，第104和学员计划中的所有飞机和飞行员都被调到大西洋沿岸进行反潜巡逻。第二轰炸中队、美國陸軍航空兵團于1942年3月至9月9日间在迪特里克机场进行重组，被部署到英国，成为新的第八航空隊总部的核心。此后，迪特里克机场便不再是航空中心。

### 迪特里克营（1943–1956）
1943年3月9日，政府购买了154英畝（62公頃）的土地，连同原来的92英畝（37公頃），一并改名为“迪特里克营”（Camp Detrick）。同一年里，美國陸軍生物戰實驗室（USBWL）成立，负责研究生物防护、去污、气体消毒和制剂净化。第一任指挥官威廉·S·培根（William S.Bacon）上校及其继任者马丁·B·基蒂克（Martin B.Chittick）上校负责监督基地的翻新和建设，共耗费125万美元。

#### 二战和生物战研究（1943–1945）
第二次世界大战期间，迪特里克营和USBWL使用各种病原体进行密集的生物战研究。这项研究最初由制药业高管乔治·W·默克（George W. Merck）负责监督，多年来一直由威斯康星大学细菌学教授Ira L. Baldwin负责进行。Baldwin成为实验室的第一任科学总监。他选择迪特里克机场进行这项研究工作是因为迪特里克营地理位置偏僻，但又离华盛顿特区和美国化学战研究重点阿伯丁试验场不远。旧机场留下的建筑物和其他设施（包括大型机库）能够提供实验启动所需的核心支持。92英畝（37公頃）的迪特里克机场周围还环绕着广阔的农田，如果生物武器的研究工作需要扩大，也可以购买这些农田。
美國陸軍化學兵部隊负责监督这项工作，一名军官称其“掩盖了战时最深层的秘密，仅有……开发原子弹的曼哈顿项目能与之相提并论”。施工开始三个月后，军队又提供了300万美元，用于另外五个实验室和一个试验工厂。培根中校手下调来了85名军官、373名士兵，以及2名女子陆军团（WAC）军官手下的80名人员。

#### 战后年代（1946 - 1955）
迪特里克营采取的安全预防措施非常周密，直到1946年1月，也就是对日战争胜利后的4个月，公众才得知战时生物武器的研究。
1946年，陆军又购买了147英畝（59公頃）的土地，以扩大原“A区”的面积；还购买了位于A区以西但不相邻的398英畝（161公頃）的试验区，称为“B区”。1952年，又购买了位于西7街和Oppossumtown Pike之间的502.76英畝（203.5公頃）的土地，用于扩展永久性研发设施。
20世纪50年代，基地有两名工人死于炭疽病。1964年，另有一人因病毒性脑炎死亡。
基地上有座470号楼，在当地被称为“炭疽塔”，是用于测试最佳发酵罐和细菌纯化技术的试验工厂。在470号楼中获得的信息最终被制药业采用，彻底了改变抗生素和其他药物的生产。470号楼在2003年被拆除，对拆迁工人和环境没有造成不利影响。470号楼在进行进攻性生物战研究时获得了“Fort Doom”（毀滅堡）的绰号。第二次世界大战期间，这座基地生产了5,000枚含有炭疽孢子的炸弹。
1945年到1955年，在“回纹针行动”及后续计划下，美国政府在飞机设计、导弹技术和生物战等各个领域引进了1,600多名德国和奥地利的科学家和工程师。后来在美国工作的生物战领域的专家包括沃尔特·施莱伯、埃里希·特勞布和柯特·布魯莫，他们曾参与对集中营囚犯进行医学实验测试生物战剂。由于英国、法国和苏联也都在想法引进这些科学家，联合情报目标局（JIOA）不希望他们为其他国家服务，因此篡改或隐瞒了他们身为纳粹党的过往和参与战争罪行的记录。
1945年日本投降后，驻日美军司令麦克阿瑟與日本线人达成秘密的口头协议，731部队的研究人员以免于战争罪责为前提，向美國提供生化武器数据。截至1947年12月，美国至少对25名731部队成员问讯并形成了四份报告：《桑德斯报告》《汤普森报告》《费尔报告》《希尔报告》；前去問訊這些731部队成员的美國专家来自美国德特里克基地。
美國政府問責署于1994年9月28日发表报告称，在1940年至1974年间，国防部和其他国家安全机构对数十万人进行危险物质实验。报告指出，20世纪50年代，迪特里克堡进行了许多测试各种生物制剂的实验，代号“白大衣行動”。人类实验对象最初由自愿入伍的男性组成。但在这些士兵进行靜坐罷工以获得有关生物学试验危险性的信息后，出于良心拒服兵役的基督復臨安息日會（SDA）信徒被招募进来参加这项研究。
杰弗里·艾伦·洛克伍德（Jeffrey Alan Lockwood）在2009年写道，迪特里克堡研究使用昆虫作为病媒的生物战计划可以追溯到第二次世界大战，战后还聘用了德国和日本科学家，他们曾利用战俘和集中营中的囚犯进行人体实验。科学家在生物战计划中曾经使用或试图使用各种昆虫，包括跳蚤、蜱虫、蚂蚁、虱子和蚊子等，尤其是携带黄热病病毒的蚊子。他们还在美国进行了试验。洛克伍德认为，美国很可能在朝鲜战争期间从飞机上向下投放昆虫来传播疾病，中国和朝鲜提出这些指控并不仅仅是一种政治宣传，因为参谋部和国防部长已于1950年秋季“最早可行的时间”批准使用。当时有五种生物战剂可供使用，其中三种通过昆虫媒介传播。

### 迪特里克堡（1956年至今）
2001年，美国华盛顿特区发生炭疽邮件攻击事件，迪特里克堡美國陸軍傳染病醫學研究院的科学家布鲁斯·爱德华兹·艾文斯被联邦调查局列为嫌疑人，但未被起诉，后于2008年自杀。
2002年4月，该基地发生炭疽泄漏事故，調查指出執行限制措施不力是因素，並指出可能發生多次洩漏。
2019年8月，美國疾病管制與預防中心因水處理設施故障及標準作業流程偏差等安全相關因素關閉此實驗室，並表示因國家安全無法提供更多細節，同年11月，實驗室部分恢復運作。據美媒報導，關閉該實驗室是因為德特里克堡的蒸汽消毒工廠出現故障，沒有足夠完善的系統去淨化來自其最高安全等級實驗室的廢水，因而未能通過疾病預防與控制中心的安全檢查。另外，當時實驗室在從事有關伊波拉病毒以及妥拉血病、鼠疫及委內瑞拉馬腦炎病源菌的研究，沒有病原體在實驗室外被發現。
2020年4月，该實驗室全面重啟，投入COVID-19的防治研究。

## 寄驻单位和组织
美国军方、美國國土安全部、美国农业部、美国卫生及公共服务部和美国国防部都有分支机构设立在迪特里克堡，约有7,800名雇员在迪特里克堡工作。据报道，2008年当地正在建设一个占地1,200英亩的生物技术园区，将容纳民用和军用研究中心，包括一些属于美国疾病控制与预防中心、美國國家過敏和傳染病研究所以及美國陸軍傳染病醫學研究院的单位。

## 流行文化
- 1995年的电影《恐怖地带》，开头介绍了位于迪特里克堡的美國陸軍傳染病醫學研究院中的四个生物安全等級设施。
- 2007年的电影《恐怖拜訪》多次提到迪特里克堡。
- 2009年的电子游戏《虐杀原形》中，迪特里克堡是秘密军事组织“黑色守望”（Blackwatch）的总部。
- 2012年的电影《神鬼認證4》中简略提及迪特里克堡曾发生一起病毒暴发。
- 手塚治虫漫画作品《MW》中提到了迪特里克堡。

## 陰謀論及爭議

### 研製艾滋病作為生物武器的謠言
1983年起，苏联秘密情报机构克格勃协同其东欧卫星国情报组织如史塔西等发起了丹佛行动，編造「艾滋病是由美國製造」的謠言，該謠言宣稱美国在迪特里克堡研制出艾滋病毒作为生物武器，并在囚犯、少数民族和同性恋者身上进行了测试，然后称其源于非洲。
1989年柏林圍牆倒塌後，史塔西解密檔案證實了克格勃參與編造「艾滋病由美國製造」的謠言，並有計劃地將其散佈到全球，以讓世人覺得美國是一個「邪惡國家」。在計劃中，史塔西最早找到德裔蘇聯生物學家科學家雅各布‧西格爾（Jakob Segal）夫婦，向他們提供各種假證據，使他們信以為真並為這種陰謀論撰寫了偽科學依據，使他們成為了該謠言在科學界的代言人。一些美國人也在也相信了有關論調，例如紐約學者Lehrman宣稱，美國曾經將該病毒用於暗殺民主剛果的首相。在科學界證明艾滋病毒來自西非的猿猴前，「艾滋病由美國製造」的謠言已傳遍全球，有80多個國家的媒體給予過報導。
儘管生物學家和醫學專業人士將西格爾的論斷視作謬論，但該陰謀論仍以各種形式廣泛出現。1990年代蘇聯解體後，非洲爆發了嚴重的埃博拉疫情，當時一些認為愛滋病毒由美國在實驗室研製的陰謀論者，再次指責疫情是因美軍或英軍的研究設施進行生物武器試驗而起。
1992年，俄罗斯联邦对外情报局局长叶夫根尼·普里马科夫承认，苏联报纸上一系列宣扬艾滋病美国制造论的文章由克格勃策划。

### 與2019冠状病毒病來源相關的指控及回應
2020年3月，中国外交部发言人赵立坚在推文中引用了赖瑞·罗曼诺夫（Larry Romanoff）发布于加拿大全球研究机构（Global Research Canada）网站的文章，文章称“参加世界军人运动会的美国军人把SARS-CoV-2从迪特里克堡带到武汉”。“数字鉴识实验室”（Digital Forensic Research Lab）的报告指出，“加拿大全球研究机构”有传播阴谋论和政治宣传的历史。
2021年1月，中国外交部呼籲美國开放德特里克堡基地，请世界卫生组织专家到美国开展溯源调查。
7月17日，中国《环球时报》发起网络联署请愿，呼吁世界衛生組織调查迪特里克堡生物实验室。据《澎湃新闻》报道，截至7月21日晚已有超過500万名中国网民在联署网站上签名。。一些媒體指出，參與的網民在聯署網站上只需要點一下鼠標便可簽名。
7月18日，中国《人民日报》海外版引述毛罗·撒蒙特（Mauro Gia Samonte）发表於《马尼拉时报》的文章《德特里克堡疑团重现》，作者称美国政府对德特里克堡实验室的可疑情况没有及早调查，让人懷疑。毛罗·撒蒙特的文章引述了他于前一天（2021年8月7日）在《马拉尼时报》的专栏文章，这两篇文章大量直接引用了赫尔曼·蒂乌·劳雷尔（Herman Tiu Laurel）为《环球时报》写的文章，他在8月7日的专栏中说：“我引用了赫尔曼·蒂乌·劳雷尔为《环球时报》撰写的一篇文章的大部分内容。”他在8月8号的文章中说：“下面仍然是我在周六的专栏中引用了赫尔曼·蒂乌·劳雷尔的一篇文章。” Polygraph.info有文章稱撒蒙特的評論文章引用了多個陰謀論（如美國電子煙事件及美軍武漢播毒論等），屬於「假新聞」。
7月30日，一篇名为《实锤！新冠病毒通过美军血液项目，由德堡进入欧洲》的文章在中国社交媒体广泛传播。这篇文章的出处是7月7日意大利媒体《声音的力量》（或譯《眾聲之聲》）（La voce Delle Voci）負責人安德里亞·辛克格拉尼（Andrea Cinquegrani）發表的文章，名為《不只是中國 / 獨家——大疫溯源自美國德特里克堡》（Non Solo Cina / Esclusivo—La Pista Americana Di Fort Detrick Per L’Origine Della Pandemia），文中宣稱「不只是中國在散播病毒」及「美军通过武装部队血液项目（ASBP）将德特里克堡新冠病毒传入欧洲」。7月13日，該文被翻譯為英文後刊登在新聞收集網站《世界新聞網》（wn.com）。7月29日，《科技日報》記者張夢然以該文為資料來源，發表文章《路徑清晰！歐洲發現的新冠病毒來自德特里克堡！》。《實錘！新冠病毒通過美軍血液專案，由德堡進入歐洲》一文大部分內容來自張夢然在《科技日報》發表的報導。英國廣播公司有文章稱，《眾聲之聲》的規模小且多次發佈無根據理論，質疑相關说法並不可靠。
据中国新华报业网报道，俄罗斯“自由媒体”网站7月31日发表了一篇题为《新冠病毒源头——美国德特里克堡？》梳理美疫情暴发时间线的文章，称“德特里克堡关闭与‘不明肺炎’扩散并不是巧合。”
8月11日，美國《外交政策》的《中國簡報》欄目發表由副編輯詹姆斯·帕爾默撰寫的《為什麼中國一直在編造新冠病毒陰謀論》，認為盡管武漢實驗室泄漏論同樣值得懷疑，但至少有一些事實支持武漢實驗室泄漏理論：第一次記錄在案的COVID-19爆發地點附近有高度安保級別的病毒實驗室；德特裡克堡起源論的說法相比起武漢實驗室泄漏論來說更加荒謬。該文章還提出，中國對德特裡克堡的大量疫情起源指控削弱了中國新任駐美大使秦剛展現可信可親形像的努力。
8月25日，中华人民共和国外交部发言人在例行记者会上回答中国央视记者提问时說，2500万网民联署调查该地的公开信已递交给世界卫生组织总干事谭德塞，並表示对于迪特里克堡的相关活动「不合法、不透明以及不安全」早有严重关切。8月27日，赵立坚在例行记者会上回答香港中评社记者提问时，稱德特里克堡“在冠状病毒研究方面有黑历史”，安全记录也不佳，在疫情暴发前还发生过安全事故，要求美方邀请世卫组织调查德特里克堡。
10月5日，保障民主联盟（ASD）研究人员发布报告称，自2019冠状病毒病大流行以来，中国政府官员和媒体就一直散布针对德特里克堡的阴谋论。根据ASD收集的数据报告显示，中国政府利用网络搜索引擎的数据真空（data void），填补了新闻显示结果。ASD发现，8月和9月美国将公布溯源报告期间，关于德特里克堡在谷歌的新闻搜索结果被CGTN和环球时报主导，尤其是在8月下旬，关于德特里克堡的误导性消息的频率和数量达到了顶峰，也主导了谷歌的头条新闻功能。ASD指出，搜索引擎会优先考虑最新的内容，这对经常发布消息的行为者有利。因此中国官方媒体（如CGTN和环球时报）源源不断地发布关于德特里克堡的阴谋文章，就会将网络用户直接引导至德特里克堡阴谋论的来源。